# العلاقات السعودية الفلبينية
العلاقات السعودية الفلبينية تشير إلى العلاقات الثنائية بين الفلبين و المملكة العربية السعودية. أقيمت علاقات دبلوماسية رسمية بين البلدين في 24 أكتوبر 1969.

## مقارنة بين البلدين
مقارنة عامة:
| وجه المقارنة                                              | السعودية                                  | الفلبين                                 |
| --------------------------------------------------------- | ----------------------------------------- | --------------------------------------- |
| المساحة (كم2)                                             | 2,149,690 كم² (12)                        | 300,000 كم² (73)                        |
| عدد السكان (نسمة)                                         | 33,413,660 نسمة                           | 100981437 نسمة (1 أغسطس 2015)           |
| الكثافة السكانية (ن./كم²)                                 | 15 ن/كم² (205)                            | 308 ن/كم² (43)                          |
| العاصمة                                                   | الرياض                                    | مانيلا                                  |
| اللغة الرسمية                                             | العربية                                   | الفلبينية الإنجليزية                    |
| العملة                                                    | ريال سعودي SAR                            | بيسو فلبيني PHP                         |
| الناتج المحلي الإجمالي (تعادل القوة الشرائية) بليون دولار | 1,775,143,975,121 دولار جيري-خميس (2017). | 877,168,636,231 دولار جيري-خميس (2017). |
| الناتج المحلي الإجمالي الاسمي للفرد دولار أمريكي          | $23.411 (2018).                           | $2,918 (2013).                          |
| مؤشر التنمية البشرية                                      | 0.847 (2016).                             | 0.654 (2013).                           |
| رمز المكالمات الدولي                                      | 966+                                      | 63+                                     |
| رمز الإنترنت                                              | .sa .السعودية                             | .ph                                     |
| المنطقة الزمنية                                           | توقيت عربي قياسي                          | توقيت الفلبين.                          |

## العلاقات الاقتصادية
في عام 2012 كانت المملكة العربية السعودية أكبر عاشر شريك تجاري مع الفلبين، و31 و 8 الأكبر في سوق التصدير والاستيراد على التوالي. وكانت المملكة العربية السعودية أيضا أكبر شريك تجاري واستيراد الموارد من الفلبين، وثاني أكبر سوق تصدير في الشرق الأوسط. ووفقا للحكومة السعودية، بلغ حجم التجارة بين المملكة العربية السعودية والفلبين إلى 3.6 مليار دولار في سنة 2011م، وهو رقم أكبر مقارنة بحجم التجارة في العام السابق البالغ 2.7 مليار دولار.
وفي عام 2018م وصل حجم التبادل التجاري بين البلدين نحو 9,207 مليون ريال سعودي، منها واردات بقيمة 973 مليون ريال وصادرات بقيمة 8,234 مليوون ريال، بينما في عام 2017م بلغت قيمة التبادل التجاري بين الجانبين حوالي 6,832 مليون ريال، منها واردات بنحو 1,178 مليون ريال وصادرات بنحو 5,654 مليون ريال سعودي.

### أهم السلع المصدرة لعام 2018
- منتجات معدنية.
- لدائن ومصنوعاتها.
- زجاج ومصنوعاته.
- الحديد والصلب (فولاذ).
- أسمدة.

### أهم السلع المستوردة 2018
- آلات وأدوات آلية وأجزاؤها.
- أجهزة ومعدات كهربائية وأجزاؤها.
- زيوت عطرية؛ محضرات تجميل.
- فواكة.
- محضرات أساسها الحبوب أو الدقيق.[4]

## علاقات العمل
اعتباراً من يونيو 2013 هناك حوالي 674,000 من الفلبينيين الذين يعملون في المملكة العربية السعودية وفقاً لوزارة الداخلية السعودية. وقد تم توقيع اتفاق تاريخي على عمال الخدمة المنزلية الفلبينية بين المملكة العربية السعودية والفلبين، وكان الاتفاق الأول للمملكة العربية السعودية مع بلد توريد العمالة.
في عام 2012 احصي حوالي 150,000 ممرضة فلبينية تعمل في المملكة العربية السعودية. وهذا يفسر 25٪ من إجمالي عدد العمال الفلبينيين في الخارج في المملكة.